# Saint-Marien
Saint-Marien è un comune francese di 187 abitanti situato nel dipartimento della Creuse nella regione della Nuova Aquitania.

## Società

### Evoluzione demografica
Abitanti censiti